# Fedra (Narros)
Fedra és una òpera flamenca, estrenada el 1989 i reestrenada el 2010, escrita i dirigida per Miguel Narros i que es basa en el mite de Fedra. La música ha estat composta per Enrique Morente, que també canta en directe a l'obra, i la coreografia de dansa flamenca per Javier Latorre. El personatge protagonista està interpretat el 1989 per Manuela Vargas i el 2010 per Lola Greco.